# Metrische uitdijing van de ruimte

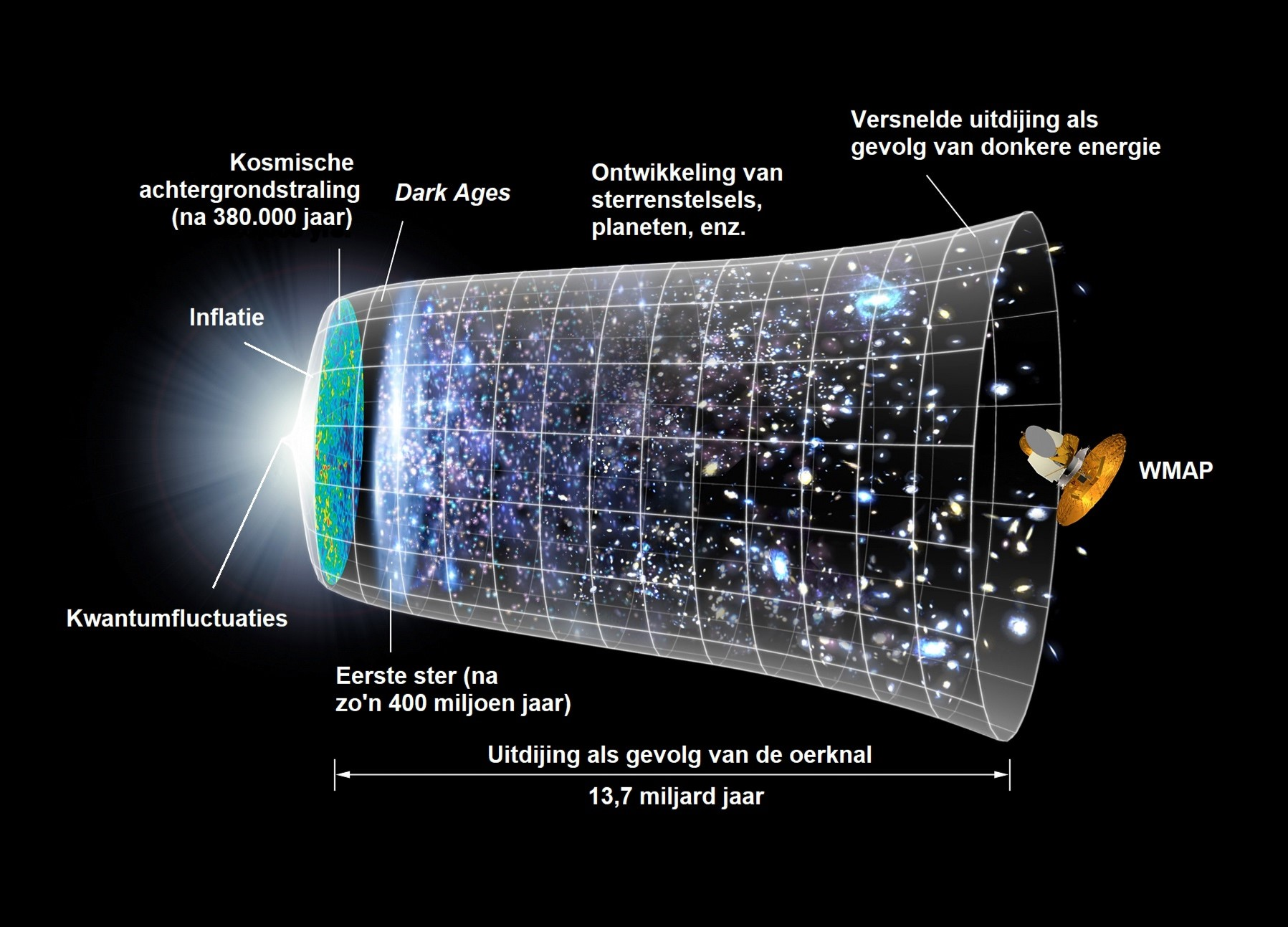
Een weergave van de evolutie van het heelal over 13,77 miljard jaar

De metrische uitdijing van het heelal is een sleuteldeel van het huidige beeld van de wetenschap van het heelal, waarin ruimtetijd zelf beschreven wordt door een metrische tensor die door de tijd heen zo verandert dat de ruimtelijke dimensies groeien of uitrekken als het heelal groter wordt. Het verklaart hoe het heelal uitdijt in het oerknal-model.